# Kleiner Tannenborkenkäfer
Der Kleine Tannenborkenkäfer (Cryphalus piceae, gelegentlich auch Cryphalus picae geschrieben) ist eine Borkenkäferart aus der Familie der Rüsselkäfer (Curculionidae).

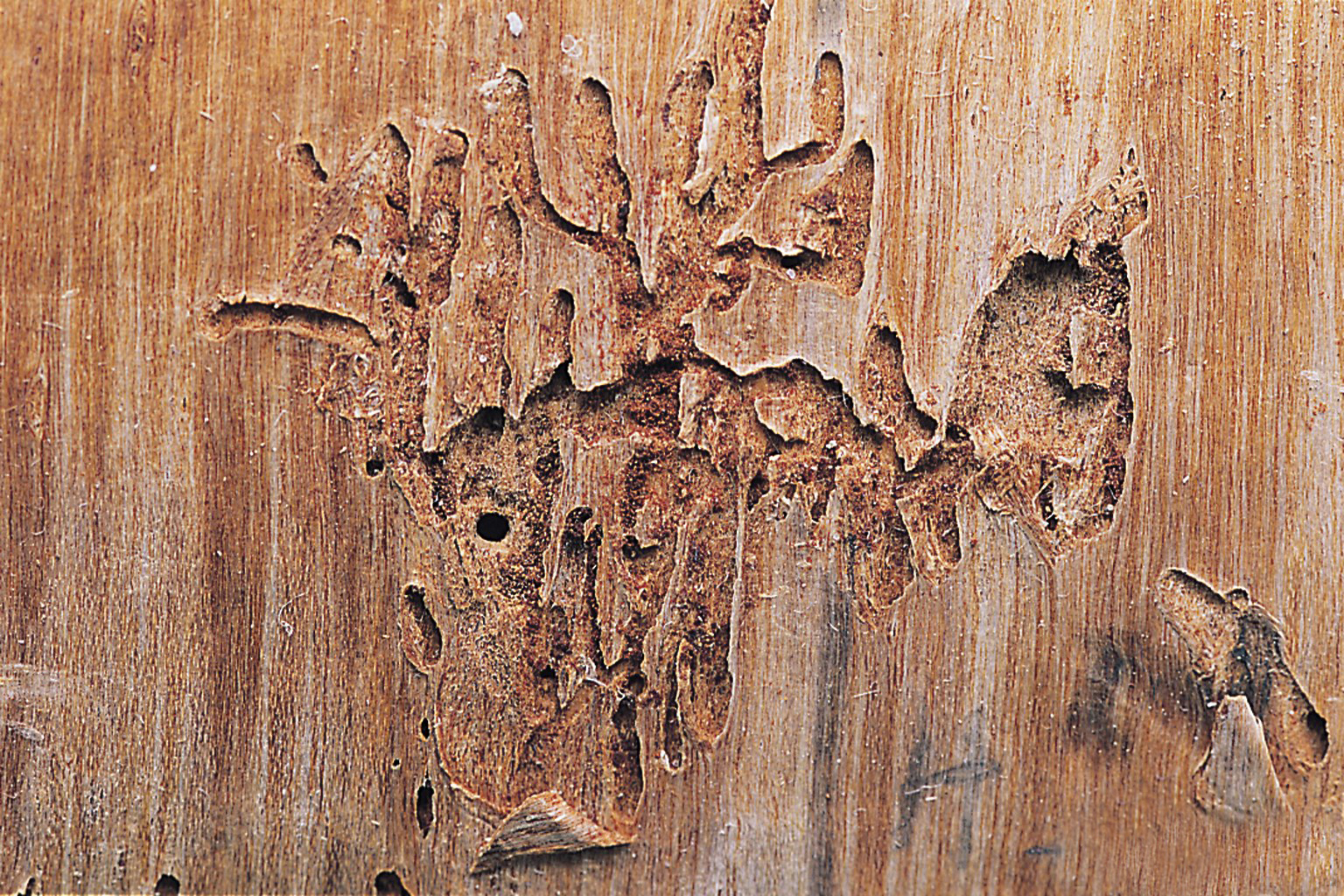
Fraßbild

## Beschreibung
Die ausgewachsenen Käfer werden zwischen 1,1 und 1,9 Millimeter lang. Der Körper ist oval geformt und dunkelbraun gefärbt. Die stumpfen Deckflügel sind mit Schuppen und langen Haaren bedeckt. Die weißen Eier sind oval und werden 0,5 bis 0,8 Millimeter lang. Die weißen Larven werden 2,1 bis 3,0 Millimeter lang.

### Ähnliche Art
- Gekörnter Fichtenborkenkäfer (Cryphalus abietis)[2]

## Verbreitung
Die Art kommt in Süd- und Mitteleuropa vor. Nach Osten erstreckt sich das Verbreitungsgebiet bis nach Litauen, der westlichen Ukraine sowie dem südlichen Weißrussland und der Türkei. Man findet sie zudem in Algerien.

## Lebensweise
Der Kleine Tannenborkenkäfer überwintert entweder als Larve oder Puppe in den Fraßgängen oder der Puppenkammer oder als ausgewachsener Käfer in kurzen Gängen, die in die Zweige von älteren Bäumen gefräst werden. Er befällt vor allem Tannen (Abies), insbesondere die Weiß-Tanne (Abies alba), seltener die Europäische Lärche (Larix decidua), die Gemeine Fichte (Picea abies), die Waldkiefer (Pinus sylvestris) und die Douglasie (Pseudotsuga menziesii). Es werden vor allem geschwächte und vom Wind geworfene Bäume sowie Baumstümpfe befallen. Bei Bäumen befällt er vor allem die Äste und Zweige im Kronenbereich.

## Fortpflanzung
Die 0,5 Zentimeter lange Rammelkammer wird von beiden Geschlechtern gemeinsam im Splintholz des Wirtsbaumes angelegt. Die anfallenden Holzspäne werden entfernt. Die 20 bis 40 Eier werden in Gruppen abgelegt. Die Larven legen von der Rammelkammer 2 bis 4 Zentimeter lange Fraßgänge in alle Richtungen an. Nach 4 bis 5 Wochen verpuppen sie sich. Die Puppenkammer wird in der Borke oder in den oberen Schichten des Splintes angelegt. Die frisch geschlüpften Käfer verlassen die Puppenkammern durch 0,5 bis 0,9 Millimeter dicke Ausgangslöcher.
Der Kleinen Tannenborkenkäfer bildet in tiefen Lagen zwei und in Hochlagen eine Generation pro Jahr aus. Die ausgewachsenen Käfer der ersten Generation sind von April bis Mai die der zweiten Generation von Juli bis August anzutreffen. Es können Massenvermehrungen auftreten.

## Schadwirkung
Der Kleine Tannenborkenkäfer ist vor allem für junge und geschwächte Bestände ein gefährlicher Schädling. Bei starkem Befall vermulmt sich die Rindenschicht, woraufhin die Rinde sich in großen Stücken ablöst.

## Bekämpfung
Vorbeugend sollten alle geschwächten und verletzten Bäume während des Winters oder des Frühlings aus dem Bestand entfernt werden. Befallene Bäume sollten auch während des Sommerhalbjahres entfernt werden. Bei weiträumigen Befall empfiehlt es sich, ein paar gefällte Bäume oder Baumteile längere Zeit liegen zu lassen und erst zu entfernen, wenn die Weibchen die Eier in ihnen abgelegt haben.